# Władysław Dynak
Władysław Dynak (ur. 18 marca 1946 w Smęgorzowie) – polski filolog polski, specjalizujący się w dydaktyce literatury, folklorystyce, historii literatury XIX w. i literaturoznawstwie; nauczyciel akademicki.

## Życiorys
Syn Stanisława i Julii z d. Ryczek.
Po ukończeniu szkoły podstawowej w Sokołowicach (1960), kontynuował naukę w Technikum Kolejowym we Wrocławiu, które ukończył w 1965 roku, uzyskując dyplom technika budowy dróg i mostów. Studia wyższe odbył w latach 1965−1970 na Wydziale Filologicznym Uniwersytetu Wrocławskiego. bezpośrednio po ukończeniu studiów rozpoczął pracę zawodową w Instytucie Filologii Polskiej na macierzystej uczelni. Ponadto w latach 1969−1971 był nauczycielem języka polskiego w Liceum Ogólnokształcącym w Oleśnicy. Stopień naukowy doktora nauk humanistycznych uzyskał w 1976 roku na podstawie pracy pt. Literatura piękna w szkolnych seriach wydawniczych do roku 1939, napisanej pod kierunkiem prof. Mieczysława Inglota i opublikowanej w 1978 roku w postaci dwóch odrębnych książek. 
W latach 1980–1993 był działaczem NSZZ „Solidarność”, od 1989 roku angażował się także w działalność Komitetów Obywatelskich „Solidarność”, w latach 1991–1992 był przewodniczącym komitetu w Oleśnicy. W latach 1990–1994 był radnym i wiceprzewodniczącym rady miejskiej w Oleśnicy.
W latach 1980−1982 pracował jako lektor języka polskiego i wykładowca literatury polskiej na Uniwersytecie Lille III we Francji. W 1982 roku wygrał konkurs na stanowisko wykładowcy literatury polskiej na Uniwersytecie Paris IV (Uniwersytet Paryski), lecz go nie objął wskutek cofnięcia mu paszportu przez Służbę Bezpieczeństwa. 
Stopień naukowy doktora habilitowanego nauk humanistycznych w zakresie literaturoznawstwa-filologii polskiej otrzymał w 1990 roku na podstawie rozprawy nt. Z dziejów polskiej pieśni łowieckiej. W 1993 roku został mianowany na stanowisko profesora nadzwyczajnego UWr. W 2003 roku otrzymał tytuł profesora nauk humanistycznych, a niedługo potem objął stanowisko profesora zwyczajnego.
Władysław Dynak pełnił szereg ważnych funkcji kierowniczych na Uniwersytecie Wrocławskim. Od 1990 roku jest członkiem komisji konkursowej Olimpiady Polonistycznej szczebla wojewódzkiego, a w latach 1991−1995 był kierownikiem Podyplomowego Studium Filologii Polskiej. W latach 1996–1999 był prorektorem ds. ogólnych. Podczas powodzi tysiąclecia w 1997 roku pełnił funkcję przewodniczącego Uniwersyteckiego Komitetu Przeciwpowodziowego. W latach 1998–2002 był radnym powiatu oleśnickiego.
W latach 1999–2005, przez dwie kadencje był dziekanem Wydziału Filologicznego. Od 2003 roku kieruje Zakładem Metodyki Nauczania w Instytucie Filologii Polskiej UWr. W latach 2008–2012 ponownie pełnił funkcję prorektora ds. ogólnych.

## Dorobek naukowy
Jego dorobek naukowy obejmuje ponad 150 pozycji, w tym 18 książek, z czego 5 o charakterze prac autorskich, 3 edytorskich i 10 prac zbiorowych. Za książkę Łowy, łowcy i zwierzyna w przysłowiach polskich otrzymał w 1994 roku nagrodę naukową Ministra Edukacji Narodowej. Zainteresowania badawcze Władysława Dynaka koncentrują się wokół zagadnień z wielu dziedzin: historii literatury, dydaktyki literatury, bibliologii, historii oświaty, folklorystyki, edytorstwa źródeł literackich, paraliterackich i folklorystycznych, językoznawstwa oraz historii regionów. 

## Życie prywatne
Jest żonaty. Jego żona Elżbieta była nauczycielką biologii w II Liceum Ogólnokształcącym w Oleśnicy. Mają razem dwóch synów – Marcina i Wojciecha.
Od 1973 roku jest członkiem Polskiego Związku Łowieckiego.

## Odznaczenia i wyróżnienia
Został odznaczony m.in. Złotym Medalem Uniwersytetu Wrocławskiego oraz Medalem św. Huberta, Złotym Medalem Zasługi Łowieckiej i „Złomem” przyznawanymi przez Polski Związek Łowiecki.